# Пентартутьгексазолото
Пентартутьгексазолото — бинарное неорганическое соединение
золота и ртути
с формулой Au6Hg5,
кристаллы.

## Получение
- Сплавление стехиометрических количеств чистых веществ:

{\displaystyle {\mathsf {6Au+5Hg\ {\xrightarrow {25-80^{o}C}}\ Au_{6}Hg_{5}}}}

## Физические свойства
Пентартутьгексазолото образует кристаллы
гексагональной сингонии,
пространственная группа P 63/mcm,
параметры ячейки a = 0,69838 нм, c = 1,01510 нм, Z = 2,
структура типа гексанитридпентаниобия Nb5N6.
Соединение образуется по перитектической реакции при температуре ниже 122 °C.